# Lot (Musiker)
Lothar Robert Hansen (* 1983 in Berlin), bekannt unter dem Künstlernamen Lot, ist ein deutscher Popsänger, der bei dem Independent-Label Department Musik unter Vertrag steht.

## Biografie
Die Kindheit verbrachte Lothar Hansen in seiner Geburtsstadt Berlin. Mit sechs Jahren lernte er Klavierspielen und als Teenager begann er, eigene Musik zu schreiben. Ab dem Alter von 14 Jahren lebte er mit seiner Schwester in Mühlhausen/Thüringen Nach der Schule begann er ein Musikstudium, das er aber nicht zu Ende führte. Stattdessen spielte er Klavier in verschiedenen Musikgruppen von Klassik über Jazz bis Hip-Hop. Dazu begann er auch eine Solokarriere und wurde unter anderem für das Vorprogramm von Bosse, Dick Brave, Flo Mega und den Plain White T’s engagiert. 2014 nahm den inzwischen in Leipzig lebenden Musiker das Label Chimperator Department unter Vertrag. Im September veröffentlichte er eine erste EP mit vier Songs unter dem Titel Warum soll sich das ändern. Sein Debütalbum, benannt nach der Fertigstellungszeit von 200 Tagen, erschien im April des folgenden Jahres und stieg auf Platz 100 der deutschen Albumcharts ein. Im August 2019 kündigte er sein drittes Album Nasenbluten an.

## Diskografie
Alben
- 200 Tage (2015)
- Der Plan ist über’s Meer (2017)
- Nasenbluten (2019)

EPs
- Warum soll sich das ändern (2014)
- Musik – Geschichte (2016)
- Was für ein Life - EP (2017)

Singles
- Warum soll sich das ändern (2015)
- Der Plan ist über’s Meer (2016)
- Zwei Zimmer, Küche, Bad (2016)
- Nische (featuring Alin Coen, 2017)
- Was für ein Life (2017)
- Weitergemacht (2019)
- Nasenbluten (2019)
- Fleischwarenverkäuferin (2019)